# Арсенати

Хімічна структура арсенат-аніона

Арсенати — солі кисневмісних кислот арсену. Розрізняють арсенат (V) і арсенат (III) (застаріла назва — Арсеніти). Відомі арсенати, в яких одночасно присутні As (III) і As (V), наприклад, Cr2AsAs3O12.
Арсенат (V) і арсенат (III) — похідні відповідних ортомиш'якових (H3AsO4 і H3AsO3), метамиш'якових (HAsO3 і HAsO2) і полімиш'якових (наприклад, H4As2O7 і H4As2O5, H5As3O10, H2As4O7) кислот; у вільному вигляді із зазначених кислот отримана тільки H3AsO4. Найпоширеніші орто-арсенати (V) і метаарсенати (III), часто звані просто арсенати. В основі структури арсенатів (V) лежать тетраедри AsO4, причому ортоарсенати зазвичай побудовані з ізольованих тетраедрів, а метаарсенати мають ланцюгову або циклічну структуру (кільця з 3-х або 4-х тетраедрів, з'єднаних вершинами). В основі структури арсенатів (III) лежать сплюснуті піраміди AsO3, які можуть з'єднуватися в кола через атоми О.
Гідро- і дігідроортоарсенати (V) при нагріванні відщеплюють воду і перетворюються відповідно в піро- і метаарсенати (V). Як проміжні продукти можуть бути отримані й інші з'єднання, наприклад: NaH2AsO4 (90 °C→), Na2H2As2O7 (~ 135 °C→) Na3H2As3O10 (230 °C→) NaAsO3. При гідролізі мета- і піроарсенатів (V) утворюються гідроарсенати (V). При високих температурах (біля або вище температури плавлення) метаарсенати (V) розкладаються до піроарсенатів (V), які далі можуть переходити в ортоарсенати (V), що володіють найбільшою термічною стійкістю. При термічному розкладанні останніх можуть утворюватися оксоарсенати (V). Безводні арсенати (III) при 300—550 °С диспропорціонують з утворенням арсенатів (V) і As. Метаарсенати (III) можуть попередньо розкладатися до піро- або ортоарсенатів (III) з відщепленням As2O3.
Арсенати лужних металів, а також гідроарсенати (V) лужноземельних і деяких важких металів розчинні у воді, арсенати (III) лужноземельних металів малорозчинні, всі інші арсенати практично не розчинні у воді. Арсенати розкладаються мінеральними кислотами і розчинами лугів. Арсенати (III) у лужних розчинах — сильні відновники.
Арсенати відомі для всіх металів, крім Au і металів платинової групи. Лужні метали утворюють безводні мета-, піро- і ортоарсенати (V), що плавляться конгруентно, і триарсенати, що плавляться інконгруентно. Лужноземельні та інші метали в ступені окиснення +2 у відсутність води утворюють мета-, піро- та ортоарсенати (V), а також оксоарсенати (V), наприклад складу 6MO×As2O5. З арсенатів (III) частіше інших зустрічаються MII(AsO2)2 та MII3(AsO3)2.
Для елементів в ступені окиснення +3 характерне утворення ортоарсенатів (V). Арсенати (III), виділені з водних розчинів, зазвичай мають склад M(AsO2)3×nH2О, отримані під час відсутності води — MAsO3. Для елементів в ступені окиснення +4 характерні гідроарсенати (V) і піроарсенати (V). Приклади арсенатів (V) металів в ступені окиснення +5: NbOAsO4×4H2O і NbO(HAsO4)3×5H2O.

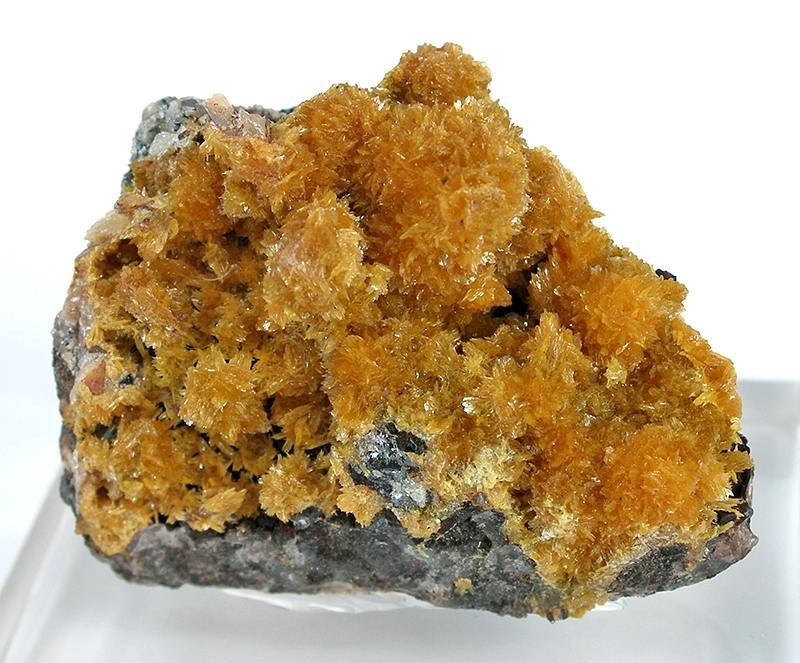
Мінерал цумкорит, природний арсенат

Існують подвійні арсенати, наприклад MMAsO4, MIMIII(AsO4)2. З арсенатів, що містять інші аніони, найбільше вивчені MII5(AsO4)3X, де Х — OH-, F-, Cl- та ін. Відомо близько 85 природних мінералів, що належать до арсенатів (V): скородит FeAsO4×2H2O, еритрин Co3(AsO4)2×8Н2О, олівеніт Cu2AsO4(OH), міметезит Pbs(AsO4)3Cl та інші. Природні арсенати (III) — дуже рідкісні мінерали, наприклад, армангіт Mn3(AsO3)2.
Арсенати отримують в основному взаємодією оксидів As або розчинів миш'якових кислот з оксидами, гідроксидами або карбонатами металів, арсенати важких металів — реакцією їх солей з Na3AsO4 або NaAsO2 (іноді з Li3AsO4 або LiAsO2) в розчині. Арсенати (V) синтезують також окисненням арсенатів (III).
Арсенати — діелектрики або напівпровідники з великою шириною забороненої зони. Багато з них, наприклад KH2AsO4 або арсенати рідкісноземельних елементів — сегнето- і п'єзоелектрики. Деякі арсенати — антиферомагнетики. Серед арсенатів є і тверді електроліти, наприклад Ag7I4AsO4, NaZr2(AsO4)3.
Гідроарсенати (V) натрію Na2HAsO4×7Н2О — безкольорові кристали; температура плавлення 57 °C; розчинні у воді, спирті та гліцерині, не розчинні в ефірі. Отримують нагріванням суміші As2O3 з NaNO3 з наступним гідролізом і перекристалізацією з водного розчину або окисненням розчину NaAsO2 киснем повітря в присутності CuSO4 або анодним окисненням. Інсектицид, антисептичний засіб.
Дігідроарсенати (V) калію КН2AsO4 — безкольорові кристали, решітка тетрагональна, нерозчинні в спирті, розчинні у воді і гліцерині. Це з'єднання, як і арсенат амонію, Rb, Cs, — матеріал нелінійної оптики.